# Altcountry
Altcountry, ook alt-country, alt.country en alternatieve country genoemd, is de naam van een subgenre van countrymuziek en/of countryrock, die gebruikt wordt voor muziek die qua stijl aanzienlijk verschilt van mainstream countrymuziek, mainstream countryrock en countrypop. De term werd naar analogie van de term alternatieve rock gebruikt vanaf de jaren 1990 voor countrymuziek waarin een commercieel geluid secundair was. De verschillende muziekstijlen van artiesten die alt-country genoemd worden hebben weinig met elkaar gemeen, ze variëren van cowpunk, zoals die van de Waco Brothers, tot de traditionele Appalachiaanse stijl van Gillian Welch. Billboardcolumnist Chet Flippo schreef: Als je niet gedraaid wordt op mainstream country radio, dan ben je alt.country. De punt in de naam was destijds populair vanwege de internetnamen zoals .com .nl en .be.
Alternatieve country-rock wordt ook soms alternatieve country genoemd, maar de twee stijlen zijn enigszins verschillend van elkaar. Simpel gezegd komen alternatieve countryartiesten uit de countrykant van de vergelijking, terwijl alternatieve countryrock meer geworteld is in rock.

## Historie
De alt.countrybeweging begint min of meer bij de band Uncle Tupelo met de voormannen Jay Farrar en Jeff Tweedy. Naar hun eerste album werd het rootsmuziekblad No Depression vernoemd. Het zijn niet de eerste artiesten, die afwijken van mainstream country. De outlawbeweging ook wel progressieve country genoemd bestond al in de jaren 1970. De outlawartiesten waren echter zeer succesvol, hetgeen niet gold voor artiesten als David Allan Coe, Guy Clark, Townes Van Zandt, en Rodney Crowell die als voorlopers van altcountry beschouwd kunnen worden. Uncle Tupelo viel in 1994 uit elkaar, maar bands als Wilco, Son Volt, Blue Mountain en Whiskeytown bleven zich bewegen tussen rock en country.
In de 21e eeuw verschoof de alternatieve country steeds meer naar de rockkant.

## Verschil met americana
Veel altcountryartiesten krijgen ook het etiket americana opgeplakt. Americana is echter een meer omvattend begrip en omvat alle muziek van artiesten, die teruggrijpen op de Amerikaanse rootsstijlen als country, folk, blues, soul, bluegrass, gospel en rock.

## Artiesten
- 16 Horsepower
- Ryan Adams
- Steve Earle
- Cowboy Junkies
- The Devil Makes Three
- Drive-by Truckers
- Kinky Friedman
- Mary Gauthier
- Nanci Griffith
- Jason Isbell
- MJ Lenderman
- Lyle Lovett
- Gillian Welch
- Lucinda Williams
- Dwight Yoakam

## Labels
- Dead Reckoning Records
- Rounder Records
- Lost Highway Records
- Bloodshot Records
- Suburban Home Records